# Blassstirnkauz
Der Blassstirn- oder Südamerikanischer Sägekauz oder Gelbstirnkauz (Aegolius harrisii) ist eine Art der Gattung Aegolius, die ausschließlich in Südamerika verbreitet ist.

## Merkmale
Der Vogel erreicht eine Körpergröße von etwa 20 Zentimeter. Die Oberseite des Vogels ist dunkelbraun mit einem hellen, cremefarbenen Schulterstreifen, der sich über den Nacken zieht. Die Bauchseite ist gelblich-braun mit einem dunklen Band auf der Brust. Namensgebend ist die Gesichtszeichnung mit hellgelber Stirn und Wangen. Über die Ökologie und Lebensweise ist nur sehr wenig bekannt, nachgewiesen ist er vor allem in offenem, meist kultiviertem Gelände bis 3.800 Metern Höhe.

## Unterarten
Es sind drei Unterarten beschrieben worden, die sich vor allem in ihrer Färbung unterscheiden:
- Aegolius harrisii harrisii (Cassin, 1849)[2] kommt von Venezuela, Kolumbien über Ecuador bis nach Peru vor.
- Aegolius harrisii iheringi (Sharpe, 1899)[3] ist in Paraguay, dem Südosten Brasiliens, in Uruguay und den Nordosten Argentiniens verbreitet.
- Aegolius harrisii dabbenei Olrog, 1979[4] kommt im Westen Boliviens und dem Nordwesten Argentiniens vor.

## Etymologie und Forschungsgeschichte
Die Erstbeschreibung des Blassstirnkauzes erfolgte 1849 durch John Cassin unter dem wissenschaftlichen Namen Nyctale Harrisii. Das Typusexemplar hatte er von John Graham Bell (1812–1889). Erst später wurde er der von Johann Jakob Kaup 1829 neu geschaffenen Gattung Aegolius zugeschlagen. Dieser Name leitet sich von »aigōlios αιγωλιος« für »für einen Vogel als übles Vorzeichen, die auf Felsen und in Höhlen lebt und vermutlich eine Eule ist.« »Harrisii« ist Edward Harris (1799–1863), »dabbenei« ist Roberto Raúl Dabbene (1864–1938) und »iheringi« ist Hermann von Ihering (1850–1930) gewidmet. Alfred Laubmann kategorisiert die Unterart in seinem Werk Die Vögel von Paraguay als Gisella harrisii iheringi ein. Er selbst hatte ein Balg, der durch Adolf Neunteufel (1909–1979) in Capitán Meza gesammelt wurde, vorliegen.